# Empoli FC
Az Empoli FC olasz labdarúgóklub, Toszkána Empoli városában. A klub színei kék és fehér. A csapatot 1920-ban alapították, és 1921-ben játszotta az első hivatalos mérkőzését. Hazai pályája a 19 874 fő befogadására alkalmas Stadio Carlo Castellani. A csapat a rendkívül sikeres ifjúsági osztályaira támaszkodik, amelyek egyik leghíresebb Olaszországban. A klub az elmúlt évtizedben a Seria A és Seria B között liftezett. A 2020-21-es szezonban megnyerte a Serie B-t, így a 2018-19-es szezon után újra a Serie A-ban szerepelhet a 2021-22-es szezonban.

## Történelme

### Kezdetektől
A Toszkánaiak történelme viszonylag ismeretlen volt, mielőtt az 1980-as években, feljutottak a Serie B-be. 1986-ban, a klub sikeresen kivívta a Serie A tagságot. Az első néhány hazai mérkőzését Firenzében játszotta a csapat. A debütáló meccsen 1-0-s győzelmet aratott az Internazionale ellen. 
A szezonban sikerült elkerülni a kiesést, de ebben szerepet játszott az is, hogy az Udinésétől 9 pontot levontak. Csupán 23 egységet és 13 gólt sikerült szerezniük 30 összecsapás alatt.
A következő pontvadászatban 5 pont levonással sújtották őket, de ennek dacára fejlődő tendenciát mutattak. Viszont a kiesést így sem tudták megúszni. 1989-ben pedig a Serie C1-be csúsztak vissza.
Ezután néhány szezont Serie C1-ben töltött a csapat, mielőtt 1996-ban visszatért a Serie B-be és megvalósított egy második egymást követő feljutást is. Luciano Spallettivel az élén, az Empoli  a 12. helyen fejezte be a szezont. A következő évadban újra egy osztállyal lentebb csúsztak, ekkor 3 évet töltött itt a klub. Ebben az időben kezdett el nagyobb hangsúlyt fektetni az azóta is kiemelkedő utánpótlására a csapat.
2002 és 2005-ben ismét a legjobbak között vitézkedett az Empoli FC. A 2005–06-os szezonban tiszteletre méltó 10. helyen végeztek, és a szezon után kitört bundabotrány-kizárása és pontlevonásai-eredményeként jogot szereztek az UEFA kupában való indulásra. De ezzel a lehetőséggel a klub vezetés nem élt. 2006–07-ben ismét nemzetközi indulást érő helyen végeztek.

### Nemzetközi bemutatkozás és újabb kiesés
A nemzetközi porond közeledtével a szakmai stáb folytatta a keret megerősítését. Főleg a nagy Seria A-s csapatok fiatal játékosait szerezték meg kölcsönben vagy esetleg társtulajdonban. A debütálás nem sikerült jól, hiszen 4-2-es összesítéssel alul maradt a svájci FC Zürichhel szemben.
Ezzel nem ért véget a vesszőfutás, hisz az utolsó pillanatokban újabb osztályváltást élt meg a klub.
A következő szezont új edzővel Silvio Baldini-vel kezdte a csapat de csak az 5. helyen végeztek és a feljutásért játszandó rájátszásban vereséget szenvedtek a Bresciától.

## A klub edzői
- Antonio Vojak (1937–39)
- Enrico Colombari (1939–40)
- Sergio Cervato (1957)
- Sergio Castelletti (1971–72)
- Renzo Ulivieri (1972–76)
- Bruno Giorgi (1976–77)
- Vincenzo Guerini (1983–85)
- Luigi Simoni (1988–89)
- Vincenzo Montefusco (1989–91)
- Francesco Guidolin (1991–92)
- Adriano Lombardi (1993–94)
- Luciano Spalletti (1995–98)
- Luigi Delneri (1998)
- Mauro Sandreani (1998–99)
- Corrado Orrico (1998–99)
- Elio Gustinetti (1999–00)
- Silvio Baldini (1999–03)
- Mario Somma (2004–06)
- Luigi Cagni (2006–07)
- Alberto Malesani (2007–08)
- Luigi Cagni (2008)
- Silvio Baldini (2008–09)
- Salvatore Campilongo (2009–10)
- Alfredo Aglietti (2010–11)
- Giuseppe Pillon (2011)
- Guido Carboni (2011–12)
- Alfredo Aglietti (2012)
- Maurizio Sarri (2012–15)
- Marco Giampaolo (2015–16)
- Giovanni Martusciello (2016–2017)
- Vincenzo Vivarini (2017)
- Aurelio Andreazzoli (2017–2018)
- Giuseppe Iachini (2018–2019)
- Aurelio Andreazzoli (2019)
- Cristian Bucchi (2019)
- Roberto Muzzi (2019–2020)
- Alessio Dionisi (2020–)

## Jelenlegi keret
Legutóbb frissítve: 2021. január 27-én.
| #  |     | Poszt | Név                                                 |
| -- | --- | ----- | --------------------------------------------------- |
| 1  | ITA | K     | Alberto Brignoli                                    |
| 3  | SRB | V     | Aleksa Terzić (kölcsönben a Fiorentina csapatától)  |
| 4  | ITA | KP    | Giovanni Crociata (kölcsönben a Crotone csapatától) |
| 5  | SLO | KP    | Leo Štulac                                          |
| 6  | ITA | V     | Simone Romagnoli                                    |
| 7  | ITA | CS    | Leonardo Mancuso                                    |
| 8  | BRA | CS    | Ryder Matos (kölcsönben az Udinese csapatától)      |
| 9  | ITA | CS    | Marco Olivieri (kölcsönben a Juventus csapatától)   |
| 10 | ITA | CS    | Stefano Moreo                                       |
| 11 | ALB | KP    | Nedim Bajrami                                       |
| 12 | ITA | K     | Leandro Pratelli                                    |
| 16 | ITA | V     | Nicolò Casale (kölcsönben a Verona csapatától)      |
| 19 | ITA | CS    | Andrea La Mantia                                    |
| 20 | ITA | V     | Riccardo Fiamozzi (kölcsönben a Lecce csapatától)   |

| #  |     | Poszt | Név                                                    |
| -- | --- | ----- | ------------------------------------------------------ |
| 21 | ITA | V     | Stefano Sabelli                                        |
| 22 | ITA | K     | Jacopo Furlan                                          |
| 25 | ITA | KP    | Filippo Bandinelli                                     |
| 27 | POL | KP    | Szymon Żurkowski (kölcsönben a Fiorentina csapatától)  |
| 28 | ITA | KP    | Samuele Ricci                                          |
| 30 | ITA | KP    | Samuele Damiani                                        |
| 31 | ITA | V     | Roberto Pirrello                                       |
| 32 | SWI | KP    | Nicolas Haas (kölcsönben az Atalanta csapatától)       |
| 42 | ITA | V     | Mattia Viti                                            |
| 43 | GRE | V     | Dimítrisz Nikoláu                                      |
| 47 | ITA | V     | Andrea Cambiaso (kölcsönben a Genoa csapatától)        |
| 65 | ITA | V     | Fabiano Parisi                                         |
|    | LTU | KP    | Augustinas Klimavičius (kölcsönben a Genoa csapatától) |

## Sikerei
- Serie B – Bajnok (3): 2004–05, 2017–18, 2020–21